# Барбара Џин Вонг
Барбара Џин Вонг (енгл. Barbara Jean Wong; Лос Анђелес, Калифорнија, 3. март 1924 — 13. новембар 1999) била је америчка глумица и пре свега радио глумица.

## Каријера
Вонгва је била четврта генерација кинеза у Америци који су рођени у Лос Анђелес Калифорнији. Похађала је Фанчон и Марко школу глуме.
Своју каријеру почела је са 5 година, умела је да чита и имала је јасан глас, а ускоро су је прозвали кинеско америчком Шерли Темпл звог њене дуге црне умотане косе у ринглете и своје шармантне личности.
Као млада, Вонгова је такође била и плесачица, наступала је на догађајима као што су добротворне модне ревије 1932. године и женска костимографска холивудска журка 1935. године.
Вонгова се у филмовима појавила већ 1934. године. где је имала улогу у „The Painted Veil”. 1937. године. као позајмљивач гласова, започела улогу у програмима „CBS”.
Након што се удала, повукла се из глуме и стекла је сертификат за предавање на Калифорнијском државном Универзитету Лос Анђелес. Предавала је 23 године у средњој школи, док није отишла у пензију 1992. године.

## Живот
Вонгова се удала за Роберта Вах Лија, који је умро 1988. године. Имали су четворо деце.

## Смрт
Вонгова је преминула због плућних болести 13. новембра, 1999. године у Калифорнији, у 75. години.